# マクロス クロスオーバーライブ
マクロス クロスオーバーライブ（MACROSS CROSSOVER LIVE）は、SFアニメ「マクロスシリーズ」に関連するアニメソングの音楽イベント。2009年10月、2013年7月、2019年6月に幕張メッセで開催された。
マクロスシリーズを歌で彩ってきたアーティストたちが集結するスペシャルライブであり、時空を超えた共演（クロスオーバー）も行われる。

## クロスオーバーライブ A.D.2009×45×59（2009年）
公演名は「SANKYO presents マクロス元年記念 マクロス クロスオーバーライブ A.D.2009×45×59@幕張メッセ」。2009年10月17日と18日に、幕張メッセイベントホールで2公演が行われた。
タイトルの「A.D.2009」は、シリーズ設定中の西暦2009年に『超時空要塞マクロス』が位置することを意味し、同じく「45」は『マクロス7』の2045年、「59」は『マクロスF』の2059年を意味する。現実世界において2009年を迎えたことを記念して「マクロス元年」と題し、2月に秋葉原で「マクロス進宙式典」を祝うイベントが開催され、10月に歴代アーティストが集結するライブイベントが行われた。
『マクロスF』ステージでは、同年11月の公開を控えた『劇場版マクロスF 〜イツワリノウタヒメ〜』から新曲が披露された。2日目の公演ではシェリル・ノームの声を担当する遠藤綾がサプライズ登場し、10月21日に二十歳の誕生日を迎えるMay'nを祝った。
『超時空要塞マクロス』ステージでは、「愛・おぼえていますか」の作曲家加藤和彦が公演前日（16日）に他界したことを受け、2日目の公演で飯島真理が加藤との往時の思い出を語った。
『マクロス7』ステージでは10月14日発売のFire Bomber再結成アルバム『Re.FIRE!!』から新曲が披露された。また、バサラとミレーヌの「声」を担当する神奈延年と櫻井智が登場し、4人で「LIGHT THE LIGHT」を歌唱した。
また、初日は『超時空要塞マクロスII -LOVERS AGAIN-』より笠原弘子、2日目は『マクロスプラス』より新居昭乃がシークレットゲストとして出演した。
アンコールではFire Bomber×May'n、飯島真理×中島愛というクロスオーバーが実現した。最後に、飯島が書き下ろしたテーマ曲「超時空アンセム2009 息をしてる 感じている」を全員で歌ってライブの幕を閉じた。

### 公演概要（2009年）
出典
- 日時：2009年10月17日（土） 17時開演 / 2009年10月18日（日） 14時30分開演
- 会場：幕張メッセ イベントホール（千葉県千葉市美浜区）
- 主催：ビックウエスト フロンティア
- 共催：ビックウエスト / フライングドッグ
- 企画・制作：スリーナインエンタテインメント
- 特別協賛：SANKYO
- 運営：ディスクガレージ

### 出演者（2009年）
- 飯島真理 - リン・ミンメイ（『超時空要塞マクロス』）
- 笠原弘子 - イシュタル（『超時空要塞マクロスII -LOVERS AGAIN-』）※シークレット
- 新居昭乃 - シャロン・アップル（歌）（『マクロスプラス』）※シークレット
- Fire Bomber
  - 福山芳樹 - 熱気バサラ（歌）（『マクロス7』）
  - チエ・カジウラ - ミレーヌ・フレア・ジーナス（歌）（『マクロス7』）
  - 神奈延年 - 熱気バサラ（声）（『マクロス7』）※シークレット
  - 櫻井智 - ミレーヌ・フレア・ジーナス（声）（『マクロス7』）※シークレット
- May'n - シェリル・ノーム（歌）（『マクロスF』）
- 中島愛 - ランカ・リー（『マクロスF』）

### セットリスト（2009年）
出典。 ※は初日と2日目で異なる曲目。
マクロスF
1. ノーザンクロス / シェリル・ノーム starring May'n
2. 射手座☆午後九時 Don't be late / シェリル・ノーム starring May'n
3. pink monsoon / シェリル・ノーム starring May'n
4. そうだよ / ランカ・リー=中島愛
5. アナタノオト / ランカ・リー=中島愛
6. 星間飛行 / ランカ・リー=中島愛
7. What 'bout my star?@Formo / シェリル・ノーム starring May'n、ランカ・リー=中島愛 ※
8. ライオン / シェリル・ノーム starring May'n、ランカ・リー=中島愛
9. トライアングラー (fight on stage) / シェリル・ノーム starring May'n、ランカ・リー=中島愛

超時空要塞マクロス
1.  Echo / 飯島真理
2. Suki to Ienai / 飯島真理
3. Like Never Before / 飯島真理
4. 私の彼はパイロット / 飯島真理
5. 0-G Love / 飯島真理
6. シンデレラ / 飯島真理
7. ランナー / 飯島真理
8. 愛・おぼえていますか / 飯島真理

超時空要塞マクロスII -LOVERS AGAIN-
1.  もういちど Love you / 笠原弘子 ※

マクロス7
1.  PLANET DANCE / Fire Bomber
2. Burning Fire / Fire Bomber
3. MY FRIENDS / Fire Bomber
4. MY SOUL FOR YOU / Fire Bomber ※
5. 君に届け→ / Fire Bomber ※
6. ANGEL VOICE / Fire Bomber
7. 弾丸ソウル / Fire Bomber
8. DYNAMITE EXPLOSION / Fire Bomber
9. HOLY LONELY LIGHT / Fire Bomber
10. LIGHT THE LIGHT / Fire Bomber、神奈延年、櫻井智

アンコール
1.  突撃ラブハート-A.D.2060- / Fire Bomber、シェリル・ノーム starring May'n
2. 天使の絵の具 / 飯島真理、ランカ・リー=中島愛
3. 超時空アンセム2009 息をしてる 感じてる / 飯島真理、Fire Bomber、シェリル・ノーム starring May'n、ランカ・リー=中島愛

マクロスF
1. ノーザンクロス / シェリル・ノーム starring May'n
2. 射手座☆午後九時 Don't be late / シェリル・ノーム starring May'n
3. pink monsoon / シェリル・ノーム starring May'n
4. そうだよ / ランカ・リー=中島愛
5. アナタノオト / ランカ・リー=中島愛
6. 星間飛行 / ランカ・リー=中島愛
7. ダイアモンド クレバス / シェリル・ノーム starring May'n、ランカ・リー=中島愛 ※
8. トライアングラー / シェリル・ノーム starring May'n、ランカ・リー=中島愛
9. ライオン / シェリル・ノーム starring May'n、ランカ・リー=中島愛

超時空要塞マクロス
1.  Echo / 飯島真理
2. Suki to Ienai / 飯島真理
3. Like Never Before / 飯島真理
4. 私の彼はパイロット / 飯島真理
5. 0-G Love / 飯島真理
6. シンデレラ / 飯島真理
7. ランナー / 飯島真理
8. 愛・おぼえていますか / 飯島真理

マクロスプラス
1.  VOICES / 新居昭乃 ※
2. Wanna be angel / 新居昭乃 ※

マクロス7
1.  PLANET DANCE / Fire Bomber
2. Burning Fire / Fire Bomber
3. MY FRIENDS / Fire Bomber
4. REMEMBER 16 / Fire Bomber ※
5. PILLOW DREAM / Fire Bomber ※
6. ANGEL VOICE / Fire Bomber
7. 弾丸ソウル / Fire Bomber
8. DYNAMITE EXPLOSION / Fire Bomber
9. HOLY LONELY LIGHT / Fire Bomber
10. LIGHT THE LIGHT / Fire Bomber with 神奈延年、櫻井智

アンコール
1.  突撃ラブハート-A.D.2060- / Fire Bomber、シェリル・ノーム starring May'n
2. 天使の絵の具 / 飯島真理、ランカ・リー=中島愛
3. 超時空アンセム2009 息をしてる 感じてる / 飯島真理、Fire Bomber、シェリル・ノーム starring May'n、ランカ・リー=中島愛

## クロスオーバーライブ30（2013年）
公演名は「SANKYO Presents マクロス30周年記念 マクロス クロスオーバーライブ 30」。4年ぶりのクロスオーバーライブは、2012年より続いてきた「マクロス30周年プロジェクト」のひとつとして、幕張メッセの国際展示場に会場を移し、2013年7月13日に行われた。
今回のクロスオーバーライブはアーティスト別の構成となり、約5時間のロングステージとなった。オープニングではノーム家の祖母マオ・ノーム（南里侑香）と孫娘シェリル・ノーム（May'n）が「アイモ」をデュエット。ゲーム『マクロス30 銀河を繋ぐ歌声』の歌姫オーディションでデビューした新人の千菅春香は、デビュー曲「プラネットクレイドル」を披露した。
アンコールでは作曲家の菅野よう子がピアノでマクロスソングのメドレーを演奏し、『マクロスプラス』の新居昭乃と『マクロスF』の坂本真綾が菅野のピアノ伴奏で歌う、というサプライズ演出が行われた。Fire BomberとMay'n、中島愛はシリーズ30周年記念作品『マクロスFB7 オレノウタヲキケ!』のテーマ曲「娘々FIRE!! 〜突撃プラネットエクスプロージョン」をデュエットし、13,000人を超える観客を盛り上げた。
当ライブは「真夏の一夜限りの夢」というストーリー仕立てになっており、ステージの合間に、『マクロスF』の吉野弘幸の脚本によるボイスドラマが挿入された。「このライブは誰かが見ている夢の世界で、会場にいる全員が巻き込まれている」「その人物が目覚めない限り、誰も現実世界には戻れない」という説明のあと、マクシミリアン・ジーナス（マックス）とクラン・クランがガイド役になり、シリーズ歴代キャラクターたちとの絡みを交えながら、夢の主（あるじ）を探していく。その結果、『劇場版マクロスF 〜サヨナラノツバサ〜』のラストで力尽き、昏睡状態になったシェリル・ノームの夢の中にいることが分かる。彼女の本当の願い - 早乙女アルトとの再会が叶えば、眠りから覚めるだろうと示唆される。そして、バジュラクィーンと共に行方不明になったアルトが、銀河の何処からか無線通信で「俺は必ず帰る」と呼びかけてくる声が聞こえたとき、ライブは終演を迎えた。

### 公演概要（2013年）
- 日時：2013年7月13日（土） 16時開演
- 会場：幕張メッセ 国際展示場1・2番ホール（千葉県千葉市美浜区）
- 主催：ビックウエスト フロンティア
- 特別協賛：SANKYO
- 協賛：バンダイ、バンダイナムコゲームス、バンプレスト、バンダイビジュアル、JOYSOUND
- 協力：ビックウエスト、フライングドッグ、ディスクガレージ

### 出演者（2013年）
作品の製作順に記載。
- 飯島真理 - リン・ミンメイ（『超時空要塞マクロス』）
- 新居昭乃 - シャロン・アップル（歌）（『マクロスプラス』）※シークレット
- 菅野よう子 - （『マクロスプラス』『マクロスF』作曲担当）※シークレット
- Fire Bomber
  - 福山芳樹 - 熱気バサラ（歌）（『マクロス7』）
  - チエ・カジウラ - ミレーヌ・フレア・ジーナス（歌）（『マクロス7』）
- 南里侑香 - マオ・ノーム（『マクロス ゼロ』）※シークレット
- May'n - シェリル・ノーム（歌）（『マクロスF』）
- 中島愛 - ランカ・リー（『マクロスF』）
- 坂本真綾 - ランシェ・メイ（『マクロスF』）※シークレット
- 千菅春香 - ミーナ・フォルテ（ゲーム『マクロス30 銀河を繋ぐ歌声』）※シークレット

#### ボイスドラマ声優
出典
- 速水奨 - マクシミリアン・ジーナス（『マクロス7』）
- 豊口めぐみ - クラン・クラン（『マクロスF』）

- 土井美加 - 早瀬未沙（『超時空要塞マクロス』）
- 羽佐間道夫 - ブルーノ・J・グローバル（『超時空要塞マクロス』）
- 山崎たくみ - イサム・ダイソン（『マクロスプラス』）
- 石塚運昇 - ガルド・ゴア・ボーマン（『マクロスプラス』）
- 兵藤まこ - シャロン・アップル（声）（『マクロスプラス』）
- 神奈延年 - 熱気バサラ（声）（『マクロス7』）
- 櫻井智 - ミレーヌ・フレア・ジーナス（声）（『マクロス7』）
- 子安武人 - ガムリン木崎（『マクロス7』）
- 竹田えり - ミリア・ファリーナ・ジーナス（『マクロス7』）
- 鈴村健一 - 工藤シン（『マクロス ゼロ』）
- 小林沙苗 - サラ・ノーム（『マクロス ゼロ』）
- 南里侑香 - マオ・ノーム（『マクロス ゼロ』）
- 中村悠一 - 早乙女アルト（『マクロスF』）
- 遠藤綾 - シェリル・ノーム（声）（『マクロスF』）
- 中島愛 - ランカ・リー（『マクロスF』）
- 神谷浩史 - ミハエル・ブラン（『マクロスF』）
- 小西克幸 - オズマ・リー（『マクロスF』）
- 三宅健太 - ボビー・マルゴ（『マクロスF』）
- 大川透 - ジェフリー・ワイルダー（『マクロスF』）
- 杉田智和 - レオン・三島（『マクロスF』）

### セットリスト（2013年）
出典。
オープニング
1. アイモ / 南里侑香 × シェリル・ノーム starring May'n

シェリル・ノーム starring May'n
1. ギラギラサマー(^ω^)ノ 
2. ユニバーサル・バニー
3. リーベ〜幻の光
4. ダイアモンド クレバス
5. 禁断のエリクシア
6. 射手座☆午後九時 Don't be late

チエ・カジウラ
1. …だけど ベイビー!!
2. PLASTICS
3. PILLOW DREAM
4. GO（自由な歌）
5. MY FRIENDS

千菅春香
1.  プラネット・クレイドル

飯島真理
1.  私の彼はパイロット
2. 0-G Love
3. サンセット・ビーチ
4. 小白竜
5. 天使の絵の具
6. 愛・おぼえていますか

ランカ・リー=中島愛
1.  放課後オーバーフロウ
2. 虹いろ・クマクマ
3. 蒼のエーテル
4. ホシキラ
5. 星間飛行

福山芳樹
1.  PLANET DANCE
2. HOLY LONELY LIGHT
3. ANGEL VOICE
4. DYNAMITE EXPLOSION
5. 突撃ラブハート

アンコール
菅野よう子（ピアノメドレー）
1.  ダイアモンド クレバス（『マクロスF』より）
2. ドッグファイター（『超時空要塞マクロス』より）
3. ランナー（『超時空要塞マクロス』より）
4. もういちどLove You（『超時空要塞マクロスII -LOVERS AGAIN-』より）
5. ARKAN（『マクロス ゼロ』より）
6. VOICES（『マクロスプラス』より） 歌：新居昭乃
7. トライアングラー（『マクロスF』より） 歌：坂本真綾
8. ANGEL VOICE（『マクロス ダイナマイト7』より）

Fire Bomber
1.  Burning Fire 
2. ヴァージンストーリー

シェリル・ノーム starring May'n、ランカ・リー=中島愛
1.  ライオン
2. dシュディスタb

エンディング
1.  娘々FIRE!! 〜突撃プラネットエクスプロージョン / 福山芳樹、チエ・カジウラ、シェリル・ノーム starring May'n、ランカ・リー=中島愛
2. ランナー / 飯島真理、福山芳樹、チエ・カジウラ、シェリル・ノーム starring May'n、ランカ・リー=中島愛

## CROSSOVER LIVE 2019（2019年）
公演名は「SANKYO presents MACROSS CROSSOVER LIVE 2019 at 幕張メッセ」。6年ぶりのクロスオーバーライブは、前回と同じ幕張メッセ国際展示場で2019年6月1日と2日に2公演が行われ、合わせて26,000人の観客を集めた。また、全国56の映画館でライブビューイングも催された。
今回は初代の『超時空要塞マクロス』から最新作の『マクロスΔ』まで、作品の年代順に構成が組まれた。『マクロスF』ステージでは『劇場版マクロスF 〜サヨナラノツバサ〜』のバジュラ母星突入戦をスクリーンに映しながら、May'n・中島愛の歌とバンドの演奏をシンクロさせ、「放課後オーバーフロウ」から「娘々FINAL ATTACK フロンティアグレイテスト☆ヒッツ！」「サヨナラノツバサ 〜the end of triangle」までのクライマックスシーンを完全再現した。May'nと中島はそれぞれの出演時間を持ち寄って構成を決め、ふたりで本番のステージを作り上げた。MCで中島は「いつか『マクロスF』の単独ライブをやりたいです」と宣言し、これをきっかけに2021年に「マクロスF ギャラクシーライブ 2021〜まだまだふたりはこれから!私たちの歌を聴け!!〜」が開催されることになった。
『マクロスΔ』から初参加となるワルキューレは、初日はFire Bomberと、2日目はMay'nとデュエットした。2日目のMCでは、制作中の劇場版第2作のタイトルが『劇場版マクロスΔ 絶対LIVE!!!!!!』に決定したことを発表した。
公演の最後には、『超時空要塞マクロス』の音楽を作曲し、6月2日に没後13回忌を迎えた羽田健太郎を偲んで、『超時空要塞マクロス』のEDテーマ「ランナー」を全員で合唱した。

### 公演概要（2019年）
- 日時：2019年6月1日（土） 17時開演 / 6月2日（日） 17時開演
- 会場：幕張メッセ 国際展示場1-3番ホール[注 5]（千葉県千葉市美浜区）
- 主催：ビックウエスト
- 企画：ビックウエスト / フライングドッグ
- 制作：ビックウエスト / フライングドッグ
- 制作協力：ビクターミュージックアーツ
- 特別協賛：SANKYO
- 協賛：ディー・エヌ・エー、ONKYO、BANDAI SPIRITS、JOYSOUND、dアニメストア、KADOKAWA、マクロスモデラーズ
- 協力：ソフマップ

### 出演者（2019年）
作品の製作順に記載。
- 飯島真理 - リン・ミンメイ（『超時空要塞マクロス』）
- 笠原弘子 - イシュタル（『超時空要塞マクロスII -LOVERS AGAIN-』）※シークレット
- Fire Bomber
  - 福山芳樹 - 熱気バサラ（歌）（『マクロス7』）
  - チエ・カジウラ - ミレーヌ・フレア・ジーナス（歌）（『マクロス7』）
- May'n - シェリル・ノーム（歌）（『マクロスF』）
- 中島愛 - ランカ・リー（『マクロスF』）
- 坂本真綾 - ランシェ・メイ（『マクロスF』）※シークレット
- 千菅春香 - ミーナ・フォルテ（『マクロス30 銀河を繋ぐ歌声』）※シークレット
- ワルキューレ
  - JUNNA - 美雲・ギンヌメール（歌）（『マクロスΔ』）
  - 鈴木みのり - フレイア・ヴィオン（『マクロスΔ』）
  - 安野希世乃 - カナメ・バッカニア（『マクロスΔ』）
  - 東山奈央 - レイナ・プラウラー（『マクロスΔ』）
  - 西田望見 - マキナ・中島（『マクロスΔ』）

### セットリスト（2019年）
出典。※は初日と2日目で異なる曲目。
オープニング
1. 小白竜 / 飯島真理、ランカ・リー=中島愛 ※

超時空要塞マクロス
1. メドレー
  1. 私の彼はパイロット / 飯島真理
  2. 0-G Love / 飯島真理
  3. SUNSET BEACH / 飯島真理

2. 天使の絵の具 / 飯島真理
3. 愛・おぼえていますか / 飯島真理

マクロス7
1.  突撃ラブハート / 福山芳樹 
2. ヴァージンストーリー / Fire Bomber
3. REMEMBER 16 / 福山芳樹
4. LOVE SONG / チエ・カジウラ
5. 君に届け→ / チエ・カジウラ
6. SWEET FANTASY / チエ・カジウラ ※
7. LIGHT THE LIGHT / 福山芳樹 ※
8. MY FRIENDS / Fire Bomber
9. PLANET DANCE / Fire Bomber

マクロス30
1.  プラネット・クレイドル / 千菅春香 ※

マクロスF
1.  Welcome To My FanClub's Night! / シェリル・ノーム starring May'n
2. 射手座☆午後九時 Don't be late / シェリル・ノーム starring May'n
3. 星間飛行 / ランカ・リー=中島愛
4. What 'bout my star? @Formo / シェリル・ノーム starring May'n、ランカ・リー=中島愛
5. Good job! / シェリル・ノーム starring May'n、ランカ・リー=中島愛
6. 放課後オーバーフロウ / ランカ・リー=中島愛
7. 娘々FINAL ATTACK フロンティアグレイテスト☆ヒッツ！
  1. ノーザンクロス / シェリル・ノーム starring May'n
  2. 虹いろ・クマクマ / ランカ・リー=中島愛
  3. ライオン / シェリル・ノーム starring May'n、ランカ・リー=中島愛
  4. ユニバーサル・バニー / シェリル・ノーム starring May'n
  5. オベリスク / シェリル・ノーム starring May'n

8. サヨナラノツバサ 〜the end of triangle / シェリル・ノーム starring May'n、ランカ・リー=中島愛
9. Get it on 〜光速クライmax / シェリル・ノーム starring May'n、ランカ・リー=中島愛

マクロスΔ
1.  恋! ハレイション THE WAR / ワルキューレ
2. 一度だけの恋なら / ワルキューレ
3. 絶対零度θノヴァティック / ワルキューレ
4. 破滅の純情 / ワルキューレ
5. ワルキューレは裏切らない / ワルキューレ
6. ワルキューレがとまらない / ワルキューレ
7. ルンがピカッと光ったら / ワルキューレ

アンコール
1.  約束 / 笠原弘子、シェリル・ノーム starring May'n ※
2. だけど ベイビー!! - DYNAMITE EXPLOSION / Fire Bomber、ワルキューレ ※
3. ランナー / 飯島真理、Fire Bomber、シェリル・ノーム starring May'n、ランカ・リー=中島愛、ワルキューレ

オープニング
1. 超時空アンセム2009 息をしてる 感じてる / 飯島真理、福山芳樹 ※

超時空要塞マクロス
1. メドレー
  1. 私の彼はパイロット / 飯島真理
  2. 0-G Love / 飯島真理
  3. SUNSET BEACH / 飯島真理

2. 天使の絵の具 / 飯島真理
3. 愛・おぼえていますか / 飯島真理

マクロス7
1.  突撃ラブハート / 福山芳樹 
2. ヴァージンストーリー / Fire Bomber
3. REMEMBER 16 / 福山芳樹
4. LOVE SONG / チエ・カジウラ
5. 君に届け→ / チエ・カジウラ
6. PILLOW DREAM / チエ・カジウラ
7. ANGEL VOICE / 福山芳樹
8. MY FRIENDS / Fire Bomber
9. PLANET DANCE / Fire Bomber

超時空要塞マクロスII -LOVERS AGAIN-
1.  もういちど Love You / 笠原弘子 ※

マクロスF
1.  Welcome To My FanClub's Night! / シェリル・ノーム starring May'n
2. 射手座☆午後九時 Don't be late / シェリル・ノーム starring May'n
3. 星間飛行 / ランカ・リー=中島愛
4. What 'bout my star? @Formo / シェリル・ノーム starring May'n、ランカ・リー=中島愛
5. Good job! / シェリル・ノーム starring May'n、ランカ・リー=中島愛
6. 放課後オーバーフロウ / ランカ・リー=中島愛
7. 娘々FINAL ATTACK フロンティアグレイテスト☆ヒッツ！
  1. ノーザンクロス / シェリル・ノーム starring May'n
  2. 虹いろ・クマクマ / ランカ・リー=中島愛
  3. ライオン / シェリル・ノーム starring May'n、ランカ・リー=中島愛
  4. ユニバーサル・バニー / シェリル・ノーム starring May'n
  5. オベリスク / シェリル・ノーム starring May'n

8. サヨナラノツバサ 〜the end of triangle / シェリル・ノーム starring May'n、ランカ・リー=中島愛
9. Get it on 〜光速クライmax / シェリル・ノーム starring May'n、ランカ・リー=中島愛

マクロスΔ
1.  恋! ハレイション THE WAR〜album version〜 / ワルキューレ
2. 一度だけの恋なら / ワルキューレ
3. 絶対零度θノヴァティック / ワルキューレ
4. 破滅の純情 / ワルキューレ
5. ワルキューレは裏切らない / ワルキューレ
6. ワルキューレがとまらない / ワルキューレ
7. ルンがピカッと光ったら / ワルキューレ

マクロスF
1.  トライアングラー / 坂本真綾 ※

アンコール
1.  アイモ〜鳥のひと / チエ・カジウラ、ランカ・リー=中島愛 シェリル・ノーム starring May'n ※
2. いけないボーダライン / シェリル・ノーム starring May'n、ワルキューレ ※
3. ランナー / 飯島真理、Fire Bomber、シェリル・ノーム starring May'n、ランカ・リー=中島愛、ワルキューレ